# Antonio Krăstev
Antonio Borisov Krăstev (in bulgaro Антонио Борисов Кръстев?; Haskovo, 10 ottobre 1961 – Mendota Heights, 9 luglio 2020) è stato un sollevatore bulgaro campione mondiale ed europeo che ha gareggiato nella categoria dei pesi supermassimi (oltre i 110 kg.).

## Biografia
Nato ad Haskovo, dopo il ritiro dall'attività agonistica si trasferì a New York, dove lavorò come buttafuori in un nightclub. Mentre svolgeva mansioni di allenatore presso la palestra di sollevamento pesi Lost Battalion Hall ricominciò ad allenarsi, sviluppando nuovamente la sua forza fino a raggiungere livelli competitivi internazionali. Fece domanda per la cittadinanza statunitense per competere con la squadra degli Stati Uniti d'America ai Giochi Olimpici di Barcellona del 1992, ma la sua domanda fu respinta e quindi non poté competere. Alla fine Krastev ottenne la cittadinanza americana e risiedette nello Stato di New York, quindi si trasferì nuovamente dapprima a Toronto e poi in Minnesota, dove lavorò come camionista.
Morì all'età di 58 anni in un incidente stradale la notte del 9 luglio 2020 in Minnesota. Fu sepolto al cimitero Pelican Lake di Ashby, contea di Grant, Minnesota.

## Carriera
Nelle giovanili e negli juniores vinse tra il 1977 e il 1981 cinque medaglie d'oro ai campionati bulgari, precedute da un argento nel 1976, ai quali vanno aggiunti due ori e un argento ai campionati a squadre bulgari nel 1981, 1982 e 1985. Fu per due volte campione europeo tra gli juniores nel 1979 a Debrecen e nel 1981 a Lignano Sabbiadoro e una volta campione mondiale juniores nel 1981. Da senior vinse cinque campionati bulgari tra il 1982 e il 1987, anch'esse precedute da un argento nel 1980. Vinse l'oro in sei edizioni del circuito di gare della Coppa del Mondo IWF (precursore dell'attuale IWF World Cup): nel 1983 a Varna, nel 1984 a Budapest, nel 1986 a Dobrich, nel 1987 a Budapest e Pazardzik e nel 1988 a Plovdiv, conquistando l'argento nelle finali di Melbourne nel 1986. Inoltre, conquistò anche un argento e due ori ai campionati balcanici nel 1978 ad Atene, nel 1982 ad Ankara e nel 1986 a Plovdiv.
Nei senior vinse due medaglie d'oro, una d'argento e due di bronzo ai campionati mondiali tra il 1982 e il 1987; ai campionati europei conquistò due medaglie d'oro, tre d'argento e una di bronzo tra il 1982 e il 1988. Ha detenuto il record mondiale nella specialità dello strappo in una competizione IWF, realizzato nel settembre 1987, con 216 kg. Questo record venne eguagliato solo dall'iraniano Behdad Salimi Kordasiabi ai Giochi olimpici di Rio de Janeiro nel 2016, e infine superato ai campionati europei del 2017 da Lasha Talakhadze, attuale detentore del record con 225 kg. Il record di Krastev, in ogni caso, non era più ufficiale dopo la ristrutturazione delle classi di peso avvenuta nel 1993, nel 1998 e nel 2018.
Non partecipò a nessuna edizione dei Giochi olimpici: a Los Angeles, nel 1984, dove sarebbe stato uno dei favoriti per il podio, a causa del boicottaggio di quell'edizione dei Giochi Olimpici da parte dei Paesi dell'Est europeo. Inserito nella squadra bulgara ai Giochi olimpici di Seul nel 1988, era dato ampiamente favorito nella gara dei pesi supermassimi, ma quando due suoi compagni di squadra, il peso gallo Mitko Grăblev e il peso leggero Angel Genčev, freschi vincitori delle rispettive gare olimpiche, vennero trovati positivi alla furosemide, la federazione bulgara per protesta fece ritirare il resto della squadra e non poté gareggiare.
Nel corso della sua carriera di sollevatore stabilì cinque record mondiali, di cui quattro nella prova di strappo ed uno nel totale.